# خان شوشینسکی
خان شوشینسکی (به ترکی آذربایجانی: Xan Şuşinski) با نام اصلی اسفندیار جوانشیر (به ترکی آذربایجانی: İsfəndiyar Cavanşir) (‏۲۰ اوت ۱۹۰۱، شوشی - ۱۸ مارس ۱۹۷۹، باکو) خواننده آذربایجانی بود. نخستین دوئت در تاریخ موسیقی آذربایجان، دوئت خان شوشینسکی و شوکت علی‌اکبروا است. خان شوشینسکی به جز ساخته‌های اوزیر حاجی‌بیف، از کارهای آهنگسازان دیگر استفاده نکرده‌است.